# Nuevo amores de mercado
Nuevo amores de mercado fue una telenovela chilena de comedia romántica, con María Eugenia Rencoret y Pablo Ávila Guerrero como productores ejecutivos. Es una nueva versión y reinicio de Amores de mercado, telenovela emitida originalmente en 2001 por Televisión Nacional de Chile, escrita originalmente por Fernando Aragón y Arnaldo Madrid; cuyo guion es adaptado por Alejandro Cabrera y Larissa Contreras. Estrenada por Mega el 25 de noviembre de 2024, sucediendo en el horario a Al sur del corazón.
Protagonizada por Pedro Campos en el doble rol titular. Con Francisca Walker y Fernanda Salazar en roles femeninos centrales, y cuenta con Simón Pešutić en el rol antagónico principal.

## Argumento
En esta historia se desata el inesperado encuentro de dos hombres desconocidos, con vidas y clases sociales diametralmente distintas, pero que físicamente son idénticos. Ambos intercambiarán roles en un confuso incidente, dejando a uno de ellos con la clase alta en el Barrio La Dehesa, y al otro en un barrio pobre de Santiago de Chile.
Uno de los involucrados es el genial y carismático Pedro José Solís García (Pedro Campos), el más querido a lo largo del barrio y simpático garzón del Mercado Central de Santiago. Este muchacho es alguien en quien todos pueden confiar, un auténtico dicharachero con gusto para cantar, un aventurero incansable lleno de alegría y optimismo sin igual, un buen samaritano siempre dispuesto a ayudar a los demás y un galán ardiente con las mujeres que se le acercan o se interesan por él.
En la otra cara del espejo está el serio, calculador y clasista Rodolfo Arnaldo Ruttenmeyer Echeverría (Pedro Campos), un muchacho que sólo vive por y para el trabajo y los negocios, razón por la cual es el exitoso, diligente y férreo empresario de la empresa familiar. Siempre suele estar entregado de cuerpo y alma a lo suyo teniendo a su familia como su mayor ejemplo a seguir, y muestra con todos una actitud bastante ausente, fría e indiferente, incluso con su círculo más cercano.
El cruce de estos dos hombres en un accidente de tránsito desencadenará una revelación tan increíble, en base a un intercambio de identidades; Rodolfo es impactado en el accidente, lo que le ha provocado un cuadro de amnesia disociativa, y a raíz de ello es llevado sin saber a una vida nueva y desconocida, y todo lo que ocurre a su alrededor girará en torno al Mercado Central; mientras que Pedro, también mejor conocido cariñosamente como "Pelluco", de un momento a otro siente que debe reemplazar a aquel accidentado, luego de haber sido inexplicablemente confundido por la alta sociedad, y lidiar con un nuevo entorno que casi no conoce, donde sin previo aviso encontrará el verdadero amor.

## Reparto
Una lista completa del reparto confirmado se publicó a través de Mega el 11 de noviembre de 2024.

### Principales
- Pedro Campos Di Girolamo como Pedro "Pelluco" Solís / Rodolfo Ruttenmeyer [6]
- Francisca Walker como Fernanda Lira
- Simón Pešutić como Ignacio Valdés
- Fernanda Salazar como Betsabé Galdames
- Andrés Velasco como José Nicasio "El Chingao" Solís [7]
- Amparo Noguera como Maitén García [8]
- Francisca Imboden como Morgana Attal [9]
- Bastián Bodenhöfer como Camilo Ruttenmeyer [10]
- Solange Lackington como Nora Pacheco
- Claudio Arredondo como Manfred "Clinton" Midesraub [11]
- Íngrid Cruz como Alicia "Pastora" Rubilar [12]
- Josefina Montané como Chantal Müller [13]
- Gastón Salgado como Jonathan Muñoz [14]
- Carmen Zabala como Isabel "Shakira" Rebolledo [15]
- Claudio Castellón como Basilio "Basilón" Concha
- Susana Hidalgo como Antonia Altamira
- Fernando Godoy como Homero Silva
- Dayana Amigo como Topacio Peralta
- Carmina Riego como Mónica Peralta [16]
- Roberto Farías como Horacio Galdames
- Nathalia Aragonese como Victoria "Vicky" Tapia
- Francisco Medina como Mauricio "El Rucio" Jiménez
- Teresita Commentz como Yesenia "Yessy" Solís [17]
- Diego Boggioni como Esaú Galdames
- Andrea Eltit como Esmeralda Peralta
- Gabriela Hernández como Carmela Peralta
- Christian Zúñiga como Bernardo Torres
- Manuel Castro Volpato como Dino Buzzati
- Natalia Reddersen como Myriam Astudillo

## Producción
A comienzos de 2024 un reportaje del medio El Mostrador reveló que Televisión Nacional de Chile licenció los derechos de tres de sus telenovelas más exitosas del último tiempo a Mega, entre ellas Amores de mercado, por un monto cercano a 200.000 dólares, cada título en un período de ocho años para realizar adaptaciones con sus propios elencos. La compra de guiones generó críticas en las redes sociales y en diversas opiniones de múltiples personalidades contra Televisión Nacional por venta de su patrimonio.
Las grabaciones comenzaron el 9 de septiembre de 2024.

## Banda sonora
| Intérprete                  | Tema                   | Personaje(s)       | Actor(es)                                   |
| --------------------------- | ---------------------- | ------------------ | ------------------------------------------- |
| Luis Fonsi ft. Carlos Vives | «Santa Marta»          | Tema central       | Tema central                                |
| Morat                       | «Acuerdate de mí»      | Pelluco y Fernanda | Pedro Campos Di Girolamo y Francisca Walker |
| Fonseca                     | «Si te acuerdas de mí» | Rodolfo y Betsabé  | Pedro Campos Di Girolamo y Fernanda Salazar |
| TimǾ                        | «Amigos»               | Maitén y Jonathan  | Amparo Noguera y Gastón Salgado             |
| Romeo Santos                | «Propuesta Indecente»  | Clinton y Mónica   | Claudio Arredondo y Carmina Riego           |
| Shakira                     | «Día de Enero»         | Shakira y Esaú     | Carmen Zabala y Diego Boggioni              |

## Rating
| Año           | Mes                 | Días    | Días    | Días    | Días    | Días    | Días    | Días    | Días    | Días    | Días    | Días    | Días    | Días    | Días    | Días    | Días    | Días    | Días    | Días    | Días    | Días    | Días    | Días    | Días    | Días    | Días    | Días    | Días    | Días      | Días      | Días |
| Año           | Mes                 | 1       | 2       | 3       | 4       | 5       | 6       | 7       | 8       | 9       | 10      | 11      | 12      | 13      | 14      | 15      | 16      | 17      | 18      | 19      | 20      | 21      | 22      | 23      | 24      | 25      | 26      | 27      | 28      | 29        | 30        | 31   |
| ------------- | ------------------- | ------- | ------- | ------- | ------- | ------- | ------- | ------- | ------- | ------- | ------- | ------- | ------- | ------- | ------- | ------- | ------- | ------- | ------- | ------- | ------- | ------- | ------- | ------- | ------- | ------- | ------- | ------- | ------- | --------- | --------- | ---- |
| 2024          | Noviembre           | –       | –       | –       | –       | –       | –       | –       | –       | –       | –       | –       | –       | –       | –       | –       | –       | –       | –       | –       | –       | –       | –       | –       | –       | 17,1    | 12,7    | 13,2    | 13,5    | 9,2       | –         | –    |
| 2024          | Diciembre           | –       | 9,7     | 11,5    | 11,4    | 10,6    | 8,5     | –       | –       | 9,6     | 9,4     | 7,4     | 8,1     | –       | –       | –       | 8,4     | 6,3     | 8,2     | 8,5     | 5,7     | –       | –       | 5,4     | –       | –       | 7,4     | 6,7     | –       | –         | 6,9       | –    |
| 2025          | Enero               | –       | ¿?      | 5,7     | –       | –       | 8,2     | 6,4     | 6,8     | 7,2     | 5,5     | –       | –       | 5,9     | 6,4     | 6,0     | 6,2     | 6,6     | –       | –       | 6,9     | 6,2     | 6,0     | 6,4     | ¿?      | –       | –       | ¿?      | 7,6     | ¿?        | 7,5       | ¿?   |
| 2025          | Febrero             | –       | –       | 7,0     | ¿?      | 8,3     | 7,0     | ¿?      | –       | –       | ¿?      | ¿?      | ¿?      | 7,5     | 5,8     | –       | –       | 8,8     | 7,8     | 7,1     | 7,1     | –       | –       | –       | –       | –       | –       | –       | –       | –         | –         | –    |
| 2025          | Marzo               | –       | –       | 9,9     | –       | ¿?      | 8,0     | 6,5     | –       | –       | ¿?      | ¿?      | ¿?      | 7,9     | 6,7     | –       | –       | ¿?      | 8,6     | 8,3     | ¿?      | ¿?      | –       | –       | 8,3     | 6,9     | 7,7     | 7,2     | –       | –         | –         | 9,5  |
| 2025          | Nuevo Rating (Rat#) |         |         |         |         |         |         |         |         |         |         |         |         |         |         |         |         |         |         |         |         |         |         |         |         |         |         |         |         |           |           |      |
| 2025          | Abril               | 561.696 | 617.000 | 669.491 | –       | –       | –       | 708.000 | 598.000 | 749.000 | 563.000 | –       | –       | –       | 683.000 | 756.000 | 647.000 | 600.000 | –       | –       | –       | 766.000 | 615.000 | 720.000 | 603.000 | –       | –       | –       | 718.000 | 629.000   | 665.000   | –    |
| 2025          | Mayo                | 695.000 | –       | –       | –       | 796.000 | 545.000 | 622.000 | 705.000 | –       | –       | –       | 681.000 | 666.000 | 512.000 | 620.000 | –       | –       | –       | 635.000 | 646.000 | –       | 579.000 | –       | –       | –       | 734.000 | 637.000 | 975.000 | 616.000   | –         | –    |
| 2025          | Junio               | –       | 783.000 | 729.000 | 730.000 | 543.000 | –       | –       | –       | 740.000 | –       | 674.000 | 590.000 | –       | –       | –       | 623.000 | 675.000 | 719.000 | 649.000 | –       | –       | –       | 709.000 | 725.000 | 560.000 | 741.000 | –       | –       | –         | 623.000   | –    |
| 2025          | Julio               | 610.000 | 688.000 | 645.000 | –       | –       | –       | 661.000 | 726.000 | 756.000 | 826.000 | –       | –       | –       | 811.000 | 795.000 | –       | 786.000 | –       | –       | –       | 822.000 | 936.000 | 922.000 | –       | –       | –       | –       | 933.000 | 1.000.000 | 1.352.255 | –    |
| Fuentes:IBOPE |                     |         |         |         |         |         |         |         |         |         |         |         |         |         |         |         |         |         |         |         |         |         |         |         |         |         |         |         |         |           |           |      |

## Versión original
- 2001: Amores de mercado telenovela chilena escrita por Fernando Aragón y Arnaldo Madrid, dirigida por María Eugenia Rencoret y Víctor Huerta González y protagonizada por Álvaro Rudolphy, Ángela Contreras, Luciano Cruz-Coke y Alejandra Fosalba.